# تاريخ شركة أبل

شعار أبل المحدودة الحالي، قدم في عام 1998، وتوقف في عام 2000، وأعيد إنشاؤه في عام 2014

شركة أبل المحدودة، المعروفة سابقًا بشركة أبل كمبيوتر المحدودة، هي شركة متعددة الجنسيات تعمل على تصنيع الإلكترونيات الاستهلاكية والحواسيب الشخصية والخوادم وبرمجيات الحاسوب، وهي موزع رقمي لمحتوى الوسائط. تمتلك الشركة أيضًا سلسلة من متاجر البيع بالتجزئة تُعرف باسم متاجر أبل. تشمل خطوط إنتاج أبل الأساسية هاتف آيفون الذكي وحاسوب آي باد اللوحي وحاسوب ماكنتوش. أسس المؤسسون ستيف جوبز وستيف وزنياك شركة أبل كمبيوتر في 1 أبريل 1976، وأدرجت الشركة في 3 يناير 1816، في كوبرتينو، كاليفورنيا.
ظلت شركة أبل كمبيوتر لأكثر من ثلاثة عقود شركة مصنعة للحواسيب الشخصية غالبًا، شمل ذلك خطوط أبل 2 وماكنتوش وباور ماك، لكنها واجهت صعوبة في المبيعات وحصص سوقية منخفضة خلال التسعينيات. عاد جوبز، الذي طرد من الشركة في عام 1985، إلى شركة أبل في عام 1997 بعد شراء شركة أبل شركته نكست. في العام التالي، أصبح الرئيس التنفيذي المؤقت للشركة، وأصبح الرئيس التنفيذي الدائم لاحقًا. غرس جوبز لاحقًا فلسفة جديدة للشركة تمثلت في المنتجات المميزة والتصميم البسيط، بدءًا من جهاز آي ماك الأصلي في عام 1998.
فرضت أبل نفسها كشركة رائدة في صناعة الإلكترونيات الاستهلاكية ومبيعات الوسائط، مع تقديم مشغل الموسيقى آي بود الناجح في عام 2001 ومتجر آي تيونز للموسقى في عام 2003، ما أدى إلى إزالة كلمة «كمبيوتر» من اسم الشركة في عام 2007. تعرف الشركة الآن أيضًا بمجموعة أنظمة تشغل آي أو إس للهواتف الذكية ومشغل الوسائط ومنتجات الحاسوب اللوحي التي بدأت مع آيفون، تلاه آي بود تاتش ثم آي باد. منذ 30 يونيو 2015، أصبحت أبل أكبر شركة متداولة علنًا في العالم من حيث القيمة السوقية، بقيمة تقديرية بلغت 1 تريليون دولار أمريكي اعتبارًا من 2 أغسطس 2018. بلغ إجمالي الإيرادات السنوية لشركة أبل في جميع أنحاء العالم في عام 2010 نحو 65 مليار دولار أمريكي، ونمت إلى 127.8 مليار دولار أمريكي في عام 2011 و156 مليار دولار في عام 2012.

## 2007-2011 شركة أبل المحدودة، آيفون، آي أو إس، آي باد
اختصرت شركة أبل كمبيوتر المحدودة اسمها إلى شركة أبل المحدودة في 9 يناير 2007. أوضح ستيف جوبز في خطابه الرئيسي في معرض ماكورلد إكسبو، أنه مع مزيج منتجاتهم الحالي الذي ضم آي بود وأبل تي في بالإضافة إلى علامتهم التجارية ماكنتوش، لم تعد أبل حقًا مجرد شركة حواسيب بعد الآن. وكشف جوبز في نفس الخطاب عن منتج قد يحدث ثورة في صناعة لم تشارك فيها أبل من قبل وهو: أبل آيفون. دمج آيفون أول جهاز آي بود بشاشة عريضة من أبل مع أول جهاز محمول في العالم تميز ببريد صوتي مرئي، ومتصل إنترنت قادر على تشغيل إصدار كامل وظائف متصفح شركة أبل، سفاري، على نظام تشغيل أيفون كما سمي آنذاك (أعيدت تسميته لاحقًا آي أو إس).

### تطور آي أو إس: آيفون و آي باد
أصبح الإصدار الأول من آيفون متاحًا للعامة في 29 يونيو 2007، في بلدان/أسواق مختارة. مرت 12 شهرًا أخرى قبل أن يصبح آيفون ثري جي متاحًا في 11 يوليو 2008. أعلنت شركة أبل عن آيفون ثري جي إس في 8 يونيو 2009، إلى جانب خطط لإصداره لاحقًا في يونيو ويوليو وأغسطس، بدءًا من الولايات المتحدة وكندا، والدول الأوروبية الكبرى في 19 يونيو. استمرت دورة التكرار هذه التي مدتها 12 شهرًا مع وصول طراز آيفون 4 بطريقة مماثلة في عام 2010، وأصدر طراز فيرايزون في فبراير 2011، وطراز سبرينت في أكتوبر 2011، بعد فترة وجيزة من وفاة جوبز.
في 10 فبراير 2011، دعمت شبكتا فيرايزون وايرليس وإيه تي أند تي آيفون 4. توفر آنذاك نوعان من أجهزة آي بود متعددة اللمس: آي بود نانو وآي بود تاتش، اللذان شكلا تقدم كبير في التكنولوجيا. يحتوي جهاز أبل تي في حاليًا على نموذج من الجيل الثاني، وهو أصغر بأربع مرات من جهاز أبل تي في الأصلي. أصبحت أبل أيضًا لاسلكية، إذ تبيع لوحة تتبع لاسلكية ولوحة مفاتيح وماوس ومحرك قرص صلب خارجي. ولكن ظلت الملحقات السلكية متوفرة أيضًا.
أعلن عن أبل آي باد في 27 يناير 2010، مع بدء توفر البيع بالتجزئة في أبريل والنمو المنهجي في الأسواق طوال عام 2010. توافق جهاز آي باد مع خط منتجات آي أو إس من أبل، بلغ حجم شاشته ضعف حجم شاشة آيفون دون قدرات الهاتف. كانت هناك مخاوف أولية من المزاحمة الذاتية للمنتجات، لكن تضمنت النتائج المالية للسنة المالية 2010 الصادرة في يناير 2011 تعليقًا على تأثير «الهالة» العكسي، إذ أدت مبيعات آي باد إلى زيادة مبيعات أجهزة آيماك وماك بوك.

## 2011-2020: إعادة الهيكلة وأبل واتش
أعلنت شركة أبل في 2 مارس 2011 عن الجيل الثاني من أي باد، أي باد 2. يأتي آي باد 2، مثل الجيل الرابع من آي بود تاتش وآيفون، بكاميرا أمامية وكاميرا خلفية، إلى جانب ثلاثة تطبيقات جديدة تستخدم هذه الميزات الجديدة: الكاميرا وفيس تايم وفوتو بوث.
استقال ستيف جوبز في 24 أغسطس 2011 من منصبه كمدير تنفيذي وحل محله تيم كوك. في 29 أكتوبر 2012، أعلنت أبل عن تغييرات هيكلية لزيادة التعاون بين الأجهزة والبرمجيات والخدمات. اقتضى ذلك هذا رحيل سكوت فورستال، المسؤول عن إطلاق أي أو إس (آيفون أو إس وقت الإطلاق)، واستبدل بكريج فيدريغي كرئيس لفريقي آي أو إس وإكس أو إس. أصبح جوني إيف رئيسًا لقسم إتش آي (واجهة الإنسان، هيومان إنترفيس)، في حين أعلن إيدي كوي رئيسًا لخدمات الإنترنت بما فيها سيري والخرائط. كان أبرز فرق قصير الأجل لإعادة الهيكلة هو إطلاق آي أو إس 7، أول نسخة من نظام التشغيل تستخدم تصميم مختلف جذريًا عن سابقاتها، برئاسة جوني إيف، تلاه أو إس إكس يوسيميتي بعد عام مع تصميم مماثل.

## 2020 - الحاضر: فايف جي وأبل سيليكون
أعلن الرئيس التنفيذي تيم كوك في مؤتمر آبل العالمي للمطورين في يونيو، 2020 الذي كان أول افتراضي على الإطلاق، عن الانتقال من معالجات إنتل إلى أبل سيليكون في أجهزة ماك.
طرحت أجهزة آيفون12 و12 برو و12 برو ماكس في سبتمبر 2020، وكانت أول أجهزة آيفون تدعم شبكات الجيل الخامس.
أطلق أول جهاز ماك بمعالج أبل سيليكون في نوفمبر 2020. يتميز ماك ميني وماك بوك إير وماك بوك برو بشريحة إم1 من أبل، والتي اعتمدت على شريحة إيه14 بيونيك السابقة.
في أبريل 2021، أطلق جهاز آي باد يعمل بمعالج بنظام إم 1، إلى جانب آي ماك جديد يعمل بمعالج إم1 والذي طرح بسبعة ألوان، مذكرًا بالجيل الأول: أجهزة آي ماك المحملة في علبة التي توفرت بخمسة ألوان المعلن عنها في عام 1999. وأطلقت أبل آيفون 12 أرجواني وجهاز تتبع جي بي إس سمي إير تاغ استخدم شبكة تحديد موقع الجهاز من أبل.